# Britanniasilber

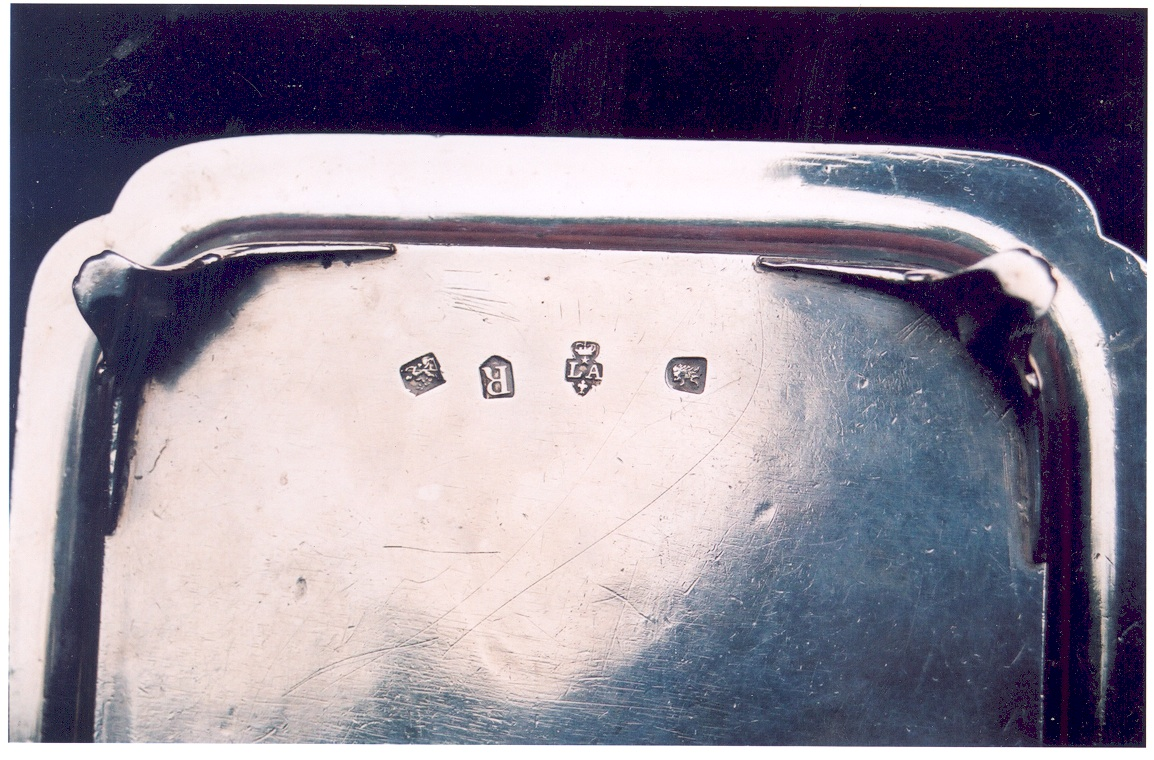
Silbernes Serviertablett von 1732, mit Britannia-Punzierung

Britanniasilber ist eine 1697 im Vereinigten Königreich eingeführte Bezeichnung für eine Silberlegierung, im Stil der Norm für das bekanntere Sterlingsilber. Der Name geht zurück auf die Festlegung der Legierungsanteile: Ein Pfund Britanniasilber setzte sich zusammen aus elf britischen Unzen Feinsilber und zehn Silberpennys, auf welchen zur damaligen Zeit die Britannia abgebildet war. Das entspricht einem Feingehalt von 95,83 % Silber. Der Rest ist wie beim Sterlingsilber für gewöhnlich Kupfer. Zum Vergleich – Sterlingsilber, auch bekannt als "Silber 925": 92,5 % Silber, 7,5 % Kupfer.
Britanniasilber wurde im Rahmen der großen Prägereform unter König Wilhelm III 1696 eingeführt um das Sterlingsilber abzulösen, welches bis dahin die gültige Norm für Gegenstände aus Silberblech darstellte. Wie die Punze des schreitenden aufgerichteten Löwen als Markenzeichen für Sterlingsilber, wurde Britanniasilber mit der Figur der Britannia gepunzt.
Da das reinere Britanniasilber wesentlich weicher als das kupferhaltigere Sterlingsilber ist, wurde am 1. Juni 1720 erneut das Sterlingsilber zur verbindlichen Norm erklärt. Daneben blieb Britanniasilber bis zum 1. Januar 1999 eine erlaubte Punzierung im Vereinigten Königreich und Irland.
Mit der Einführung der internationalen Bezeichnung "958" wurde gegenüber dem Britanniasilber auf 0,03 % Feingehalt und mit der Punzierung 958 auch auf die Figur der Britannia weitgehend verzichtet. Die 1997 eingeführte Silber-Anlagemünze Britannia der Royal Mint wurde noch bis einschließlich 2012 in Britanniasilber geprägt.
Britanniasilber sollte nicht mit Britanniametall verwechselt werden, einer Zinnlegierung ohne Silbergehalt.